# ناو شيكيدا
ناو شيكيدا (四方 菜穂) (5 نوفمبر 1979 في كاماكورا في اليابان – )؛ هي لاعبة كرة قدم كانت تلعب كمدافع. ولعبت مع منتخب اليابان لكرة القدم للسيدات.

## وصلات خارجية
- ناو شيكيدا على موقع الاتحاد الدولي (مؤرشف)  (الإنجليزية)